# نيكولاس بلاندي
نيكولاس بلاندي (بالإسبانية: Nicolás Blandi)‏؛ (مواليد 13 يناير 1990)، هو لاعب كرة قدم أرجنتيني، يلعب كمهاجم (كرة قدم) مع نادي سان لورينزو.

## وصلات خارجية
- نيكولاس بلاندي على موقع رابطة كرة القدم الفرنسية للمحترفين (الإنجليزية)
- نيكولاس بلاندي على موقع قاعدة بيانات كرة القدم.إي يو (الإنجليزية)
- نيكولاس بلاندي على موقع Soccerway.com (الإنجليزية)
- نيكولاس بلاندي على موقع AS.com (الإسبانية)